# Bol (Croàcia)
|  | Per a altres significats, vegeu «Bol». |

Bol és un poble de Croàcia situat al comtat de Split-Dalmàcia, es troba a l'illa de Brač.